# Dario Giuseppetti
Dario-Alessandro Giuseppetti (* 1. März 1985 in Berlin) ist ein deutscher Motorradrennfahrer.

## Karriere
Dario Giuseppetti begann seine Laufbahn 1998 beim Motocross. 2000 bestritt er im ADAC Junior Cup sein erstes Straßenrennen, im Jahr 2002 gewann der Berliner diese Nachwuchs-Rennserie.
Zur Saison 2002 wechselte Giuseppetti in die 125-cm³-Klasse der Internationalen Deutschen Motorradmeisterschaft und wurde hinter dem Ungarn Péter Lénart auf Anhieb Vizemeister. In der 125er-Europameisterschaft belegte er den elften Gesamtrang.
Im folgenden Jahr gewann er, auf einer Honda für den ADAC Berlin-Brandenburg e. V. startend, den Titel in der deutschen 125-cm³-Meisterschaft. Giuseppetti siegte bei drei der acht Rennen und beendete alle Läufe auf dem Siegerpodest. Im Endklassement hatte er 27 Zähler Vorsprung auf den zweitplatzierten Wechselburger Georg Fröhlich. In der Achtelliter-Europameisterschaft feierte der Berliner bei acht Rennen vier Laufsiege und wurde damit mit nur fünf Punkten Rückstand auf den Italiener Mattia Angeloni Vize-Europameister.

### 125-cm³-Weltmeisterschaft
Bereits beim Großen Preis von Deutschland 2002 auf dem Sachsenring gab Dario Giuseppetti sein Debüt in der Motorrad-Weltmeisterschaft. Er startete als Wildcard-Pilot für das Giuseppetti Viba Team auf Honda und belegte den 28. Rang. Im weiteren Saisonverlauf bestritt er für Semprucci Angaia Racing und FCC - TSR weitere sechs Grands Prix, blieb dabei aber punktelos. 2003 konzentrierte sich der Berliner auf die Deutsche Meisterschaft und nahm deshalb nur an zwei Rennen teil. Er startete auf dem Sachsenring und in Valencia und verbuchte dabei Rang 19 sowie einen Ausfall.
Die Saison 2004 bestritt Dario Giuseppetti als Stammfahrer im tschechischen Elit-Grand-Prix-Team, wo er an der Seite des Schweizers Thomas Lüthi eine
Honda pilotierte. Er erreichte in 13 Rennen viermal die Punkteränge, bestes Resultat war Rang 13 beim Großen Preis von Malaysia in Sepang. Mit acht Zählern wurde er 26. der Gesamtwertung.
2005 trat Giuseppetti für das italienische Semprucci-Team auf Aprilia an. Er absolvierte 15 Rennen und erreichte zweimal die Punkteränge. Sein bestes Saisonresultat war dabei wiederum Rang 13, diesmal beim Großen Preis von Frankreich in Le Mans. In der Endwertung belegte er mit vier Punkten den 32. Rang.

### IDM Superbike
Zur Saison 2006 wechselte Dario Giuseppetti in die Superbike-Klasse der Internationalen Deutschen Meisterschaft. Er pilotierte im Team MGM Racing-Performance aus Sievern eine Yamaha R1 und erreichte konstant die Punkteränge. Mit Rang sechs beim zweiten Lauf auf dem Sachsenring als bester Saisonleistung wurde der Berliner in seinem Debütjahr Gesamt-13.
2007 trat Giuseppetti im selben Team im FIM Superstock 1000 Cup an, der im Rahmen der Superbike-Weltmeisterschaft ausgetragen wurde. Bestes Ergebnis hierbei war Rang acht beim Frankreich-Lauf in Magny-Cours. Mit 26 Zählern belegte der Berliner im Endklassement Rang 15.
In der Saison 2008 ging Dario Giuseppetti in der IDM Superbike erstmals für das Team Hertrampf Racing aus Nordhorn auf Ducati 1098 R an den Start. Bereits beim ersten Saisonrennen auf dem Lausitzring gelang ihm trotz einer losen Verkleidung mit Rang vier das beste Saisonergebnis. Im zweiten Lauf des Tages wurde er sogar Dritter, wurde aber wegen eines Regelverstoßes beim Start nachträglich auf Rang neun zurückgesetzt. Bei Testfahrten in Oschersleben zog er sich kurze Zeit später einen Bruch am Kahnbein der rechten Hand zu, der ihn zu einer Zwangspause von vier Läufen zwang und von dem er sich nur langsam erholte. Nach der Genesung folgten einige Ausfälle sowie zahlreiche Platzierungen unter den besten zehn. Im Gesamtklassement belegte er mit 65 Punkten den 13. Rang.
2009 gelang dem Berliner, wiederum auf der Hertrampf-Ducati, mit Rang drei bei Saisonauftakt auf dem EuroSpeedway sein erster Podestplatz in der IDM Superbike. Im weiteren Saisonverlauf erreichte Giuseppetti bei ersten Lauf auf dem Schleizer Dreieck seinen ersten Sieg in dieser Serie. Er setzte sich dabei knapp gegen den späteren Meister Jörg Teuchert (Yamaha) durch. Im zweiten Lauf des Tages belegte er auf dem schnellen Straßenkurs hinter Gábor Rizmayer (Suzuki) Rang zwei. Mit 138 Punkten steigerte er sich auf den sechsten Gesamtrang.
In die Saison 2010 startete Dario Giuseppetti auf der 1098 R des Teams von Denis Hertrampf mit zwei Ausfällen auf dem Lausitzring. Nach einigen Platzierungen in den Punkterängen folgte im zweiten Lauf auf dem Sachsenring mit Rang zwei hinter Martin Bauer der erste Podiumsplatz der Saison. Nach einem weiteren zweiten Rang auf dem Salzburgring schaffte er beim Rennen auf dem Schleizer Dreiecke den Hattrick aus Pole-Position und zwei Laufsiegen. Der Berliner steigerte sich auf 154 Zähler und erreichte damit im Endklassement wiederum Rang sechs.
Die Saison 2011 bestritt Giuseppetti weiterhin im Hertrampf-Team, das nun unter dem Namen TECHNOGYM RACING TEAM powered by Hertrampf firmierte, auf Ducati 1098 R in der IDM Superbike. Beim Saisonauftakt auf dem EuroSpeedway belegte er hinter dem österreichischen KTM-Werksfahrer Martin Bauer zweimal Rang zwei. Beim ersten Lauf der folgenden Veranstaltung in Oschersleben stürzte er per Highsider und musste deshalb den zweiten Lauf auslassen. Auf dem Nürburgring trat er zwar wieder an, kam aber in beiden Läufen nicht in die Punkteränge. Vier Wochen später auf dem Sachsenring gelangen dem Berliner Pole-Position und zwei überzeugende Laufsiege, mit denen er sich auch eine gute Ausgangsposition im Titelkampf erarbeitete.

## Statistik

### Erfolge
- ADAC-Junior-Cup-Sieger: 2002
- Deutscher 125-cm³-Meister auf Honda: 2003
- 125-cm³-Vize-Europameister auf Honda: 2003

### In der Motorrad-Weltmeisterschaft
| Saison | Klasse  | Team                                                        | Motorrad | Rennen | Siege | Zweiter | Dritter | Poles | Schn. Runden | Punkte | Ergebnis |
| ------ | ------- | ----------------------------------------------------------- | -------- | ------ | ----- | ------- | ------- | ----- | ------------ | ------ | -------- |
| 2002   | 125 cm³ | Giuseppetti Viba Team / Semprucci Angaia Racing / FCC - TSR | Honda    | 7      | –     | –       | –       | –     | –            | 0      | –        |
| 2003   | 125 cm³ | ADAC Berlin-Brandenburg e. V.                               | Honda    | 2      | –     | –       | –       | –     | –            | 0      | –        |
| 2004   | 125 cm³ | Elit Grand Prix                                             | Honda    | 13     | –     | –       | –       | –     | –            | 8      | 26.      |
| 2005   | 125 cm³ | AB Cardion Blauer USA / Semprucci Blauer USA                | Aprilia  | 15     | –     | –       | –       | –     | –            | 4      | 32.      |
| Gesamt | Gesamt  | Gesamt                                                      | Gesamt   | 37     | 0     | 0       | 0       | 0     | 0            | 12     |          |

## Verweise